# Charles Hefferon
Charles Augustus Hefferon (ur. 25 stycznia 1878 w Newbury, zm. 13 maja 1932 w Brampton) – południowoafrykański lekkoatleta maratończyk, wicemistrz olimpijski z Londynu z 1908 roku.
Podczas Letnich Igrzysk Olimpijskich 1908 wystartował w dwóch konkurencjach: w maratonie oraz w biegu na 5 mil. Były to jego jedyne igrzyska.
Najpierw wystartował w biegu na 5 mil. Występ w tej konkurencji rozpoczął od eliminacji, w których to wystartował już w pierwszym biegu. Ten bieg odbył się 15 lipca. Hefferon zajął drugie miejsce, (jego czas to 26 minut i 5 sekund) przegrywając z późniejszym brązowym medalistą, Szwedem Johnem Svanbergiem. W finale, który odbył się 18 lipca, poprawił swój wynik o 21 sekund, jednak mimo to zajął czwarte miejsce, przegrywając z Brytyjczykami: Voigtem i Owenem, oraz ze Szwedem Svanbergiem.
24 lipca startował w maratonie. Po 32 kilometrach prowadził, o 4 minuty przed Dorando Pietrim z Włoch. Po 39 kilometrach Pietri wyprzedził zawodnika południowoafrykańskiego, a następnie słabnącego Hefferona wyprzedził Amerykanin Johnny Hayes. Hefferon ukończył bieg na trzecim miejscu (z najlepszym w karierze wynikiem – 2:56:06), a bieg wygrał Dorando Pietri. Jednak ekipa amerykańska złożyła protest przeciwko niedozwolonej pomocy sędziów dla Pietriego, który został uwzględniony. Pietri został zdyskwalifikowany, a jego wynik usunięto z oficjalnej klasyfikacji, przez co Hefferon awansował na drugie miejsce, tym samym zostając wicemistrzem olimpijskim.
Zmarł w 1932 roku w Brampton w Kanadzie.